# Royal Charter (Schiff)
Die Royal Charter war ein 1855 gebautes Passagierschiff der britischen Reederei Liverpool and Australian Navigation Company, das Passagiere sowie Fracht zwischen Großbritannien und Australien beförderte. Sie galt als eines der damals schnellsten Schiffe auf dieser Route. Der aus Eisen gebaute Klipper war auch mit Dampfmaschinen ausgestattet. Am 26. Oktober 1859 wurde das Segelschiff vor der Insel Anglesey (Wales) in einem Sturm gegen das Felsenufer geschleudert, brach auseinander und sank. (53°21'29" N, 4°14'27" W, Uferdenkmal) 449 Passagiere und Besatzungsmitglieder kamen ums Leben, darunter alle Frauen und Kinder an Bord. Der Untergang der Royal Charter stellt damit das bis heute schwerste Schiffsunglück an der Küste von Wales dar. Der Sturm, einer der verheerendsten, der die britischen Inseln im 19. Jahrhundert traf, wurde später als Royal Charter Storm (dt.: „Royal-Charter-Sturm“) bekannt.

## Das Schiff
Der Rumpf der Royal Charter wurde 1854 von Cram & Company in Sandycroft in der Nähe der Stadt Chester auf dem Fluss Dee auf Kiel gelegt und lief 1855 vom Stapel. Taufpatin war eine Mrs. S. Bright. Das Schiff wurde als gewöhnlicher Klipper geplant. Noch vor der Fertigstellung wurde es von der Gesellschaft Gibbs, Bright & Company übernommen und Ende 1855 in den Sandycroft Ironworks in Sandycroft fertiggestellt. Hunderte Menschen hielten am Tag des Stapellaufs dem heftigen Regen stand, um Zeugen des Ereignisses zu werden. Eigner war die neu gegründete Schifffahrtsgesellschaft Australian Screw Steamship Company, die sich kurz darauf in Liverpool and Australian Navigation Company umbenannte.
Die Royal Charter war ein neuer Schiffstyp. Das Segelschiff war zwar ein typischer Klipper, wurde aber statt aus Holz aus Eisen gebaut und zusätzlich mit Dampfmaschinen und einer zweiblättrigen Schraube ausgerüstet. Der Rumpf war mit einem Kielschwein verstärkt und in sechs wasserdichte Abteilungen aufgeteilt. Das Schiff wurde mit Ankern der Marke Trotman and Parkers ausgestattet. Die Royal Charter konnte 600 Passagiere in drei Preisklassen unterbringen. Sie war bis zum Ende ihrer Dienstzeit auf der Route Liverpool–Melbourne eingesetzt, für die sie durchschnittlich 60 bis 62 Tage benötigte. Die Rückreise über Kap Hoorn dauert gewöhnlich etwas länger. Sie konnte einen Rekord verbuchen, als sie die Strecke auf einer Überfahrt in 59 Tagen bewältigte. Das Schiff wurde durch die Reederei aufwendig vermarktet, wobei besonders auf die Geschwindigkeit hingewiesen wurde.
Eine Fahrkarte für die Dritte Klasse war bereits ab 14 Guineen zu haben, für die Zweite Klasse ab 24 Guineen und für die luxuriösen Unterkünfte der Ersten Klasse, die 50 Personen aufnehmen konnte, wurden zwischen 50 und 75 Guineen verlangt. Am 18. Januar 1856 legte die Royal Charter zu ihrer Jungfernfahrt nach Melbourne ab, musste die Reise aber vor der Küste Portugals abbrechen und den Hafen von Plymouth anlaufen, weil sie überlastet war. Es wurde festgestellt, dass sich ihr Rumpf durch die Überlastung gedehnt hatte. Erst nach der Reparatur der Schäden konnte das Schiff die Fahrt fortsetzen.

## Untergang

### Beginn der Reise
Am Freitag, dem 26. August 1859, legte die Royal Charter in Melbourne mit 390 Passagieren und 112 Besatzungsmitgliedern an Bord zu ihrer sechsten Überfahrt nach Liverpool ab. Sie war auf dieser Fahrt nur etwas über die Hälfte belegt. Das Kommando hatte Kapitän Thomas Taylor. Unter den Passagieren der verschiedenen Klassen waren zahlreiche Briten, die in Australien erfolgreich nach Gold gesucht hatten und große Mengen des Edelmetalls mit sich führten. Auch zur Ladung zählte viel Gold. Insgesamt 68.397 Unzen Gold sowie Sovereigns im Wert von 48.000 Pfund Sterling befanden sich an Bord.
Zwei Monate nach der Abfahrt, am Montag, dem 24. Oktober, erreichte das Schiff die Stadt Cork an der Südküste Irlands, wo 14 Passagiere von Bord gingen. Hier verschlechterte sich das Wetter, Starkwind zog auf. Am darauf folgenden Tag befand sich das Schiff in der Irischen See an der Westküste der Insel Anglesey. Die Royal Charter war fast am Ziel der Reise und schon so nah an der Einfahrt in die Hafenbucht von Liverpool, dass den Angehörigen der Passagiere bereits per Telegramm mitgeteilt wurde, dass sie sicher gelandet waren. Die Temperaturen begannen plötzlich abrupt zu fallen und das Schiff geriet in noch heftigere Winde und in eine aufgewühlte See. Später behaupteten einige Überlebende, Kapitän Taylor habe die Anweisung erhalten, sich in den Hafen von Holyhead zurückzuziehen, bis der Sturm vorbei war. Taylor hielt jedoch weiterhin Kurs auf Liverpool mit einer Distanz zur Küste von etwa fünf Meilen.
Vor Lynas Point wollte die Royal Charter den Lotsen aufnehmen, doch die Winde der Stärke 10 und die aufgepeitschte See verhinderten dies. Gegen 22.00 Uhr nahmen die Winde Ausmaße eines Hurrikans an. Der starke Nordostwind schob den Segler auf die Klippen von Anglesey zu. Die Maschinen waren nicht in der Lage, gegen Windgeschwindigkeiten von 160 km/h und die starke Brandung anzukämpfen. Kapitän Taylor entschied sich um 23.00 Uhr am 25. Oktober, in der Red Wharf Bay vor Anker zu gehen und den Anbruch des nächsten Tages abzuwarten.

### Das Schiff zerschellt an den Klippen
Um 01.30 Uhr morgens am 26. Oktober, auf dem Höhepunkt des Sturms, brach der Backbord-Anker. Taylor ließ Notraketen abfeuern und an Bord blaue Lichter als Hilferuf anzünden. Eine Stunde später brach auch der Anker an Steuerbord. Die Masten wurden abgesägt, um die Angriffsfläche für die Windböen zu reduzieren, und die Passagiere wurden in ihren Kabinen eingeschlossen, um nicht durch die fallenden Masten verletzt zu werden.

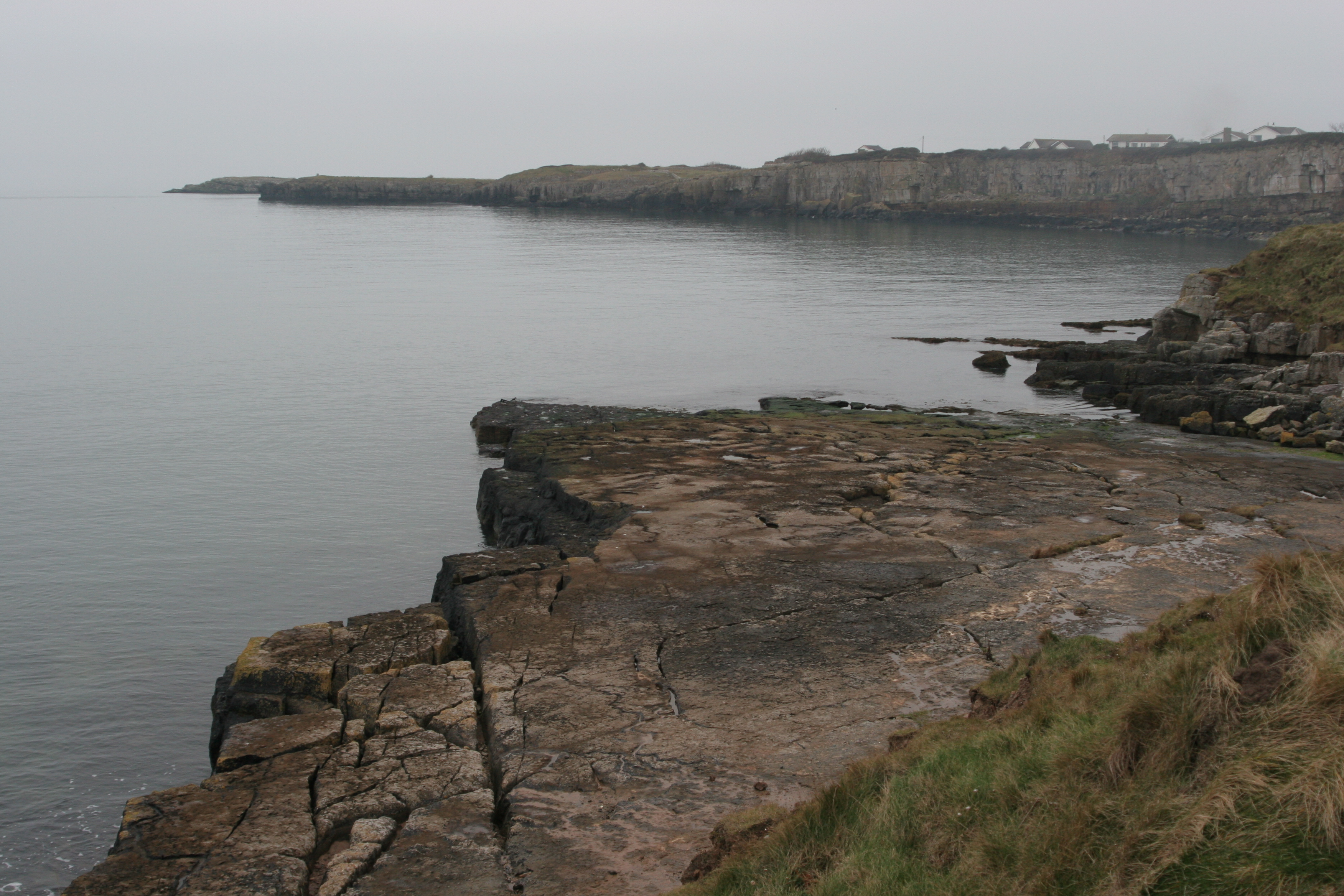
Auf diesen Felsen bei Moelfre zerbrach das Schiff

Das Schiff wurde trotz dieser Bemühungen auf eine Sandbank unterhalb des Hangs des Küstendorfs Moelfre an der Ostküste Angleseys geschoben. Sie befand sich in direkter Nähe zum Ufer der Bucht Red Wharf Bay, doch zwischen dem Schiff und dem Ufer lagen schroffe Felsbänke. Die Brecher schleuderten die Royal Charter immer weiter auf die Klippen. Eines der Besatzungsmitglieder, Joseph Rogers, schaffte es, an Land zu schwimmen und eine Seilverbindung zum Schiff herzustellen. Auf diese Weise war es einigen wenigen Personen möglich, sich zu retten. Andere konnten an Land schwimmen.
Die hohen Wellen, die mit großer Gewalt gegen den Eisenrumpf des gestrandeten Schiffs schlugen, zertrümmerten es schließlich und rissen seine Überreste in die offene See. Dies geschah, bevor alle Passagiere an Deck gelangen konnten. Da die Uhren der später aufgefundenen Opfer zwischen 07.20 Uhr und 08.00 Uhr morgens stehen geblieben waren, ist davon auszugehen, dass das Schiff gegen 07.00 Uhr oder kurz danach unterging.
Der größte Teil der Passagiere und Besatzungsmitglieder kam durch die Katastrophe ums Leben, insgesamt 449 Menschen. Viele Passagiere wurden in die See geworfen und ertranken, aber der größte Teil wurde gegen die Felsen geschleudert und getötet. Nur 39 Menschen, 18 Besatzungsmitglieder und 21 Passagiere, überlebten. Alle Frauen und Kinder an Bord kamen um. 28 Bewohner des Dorfes Moelfre beteiligten sich an der Rettungsaktion.

## Nachspiel und Auswirkungen

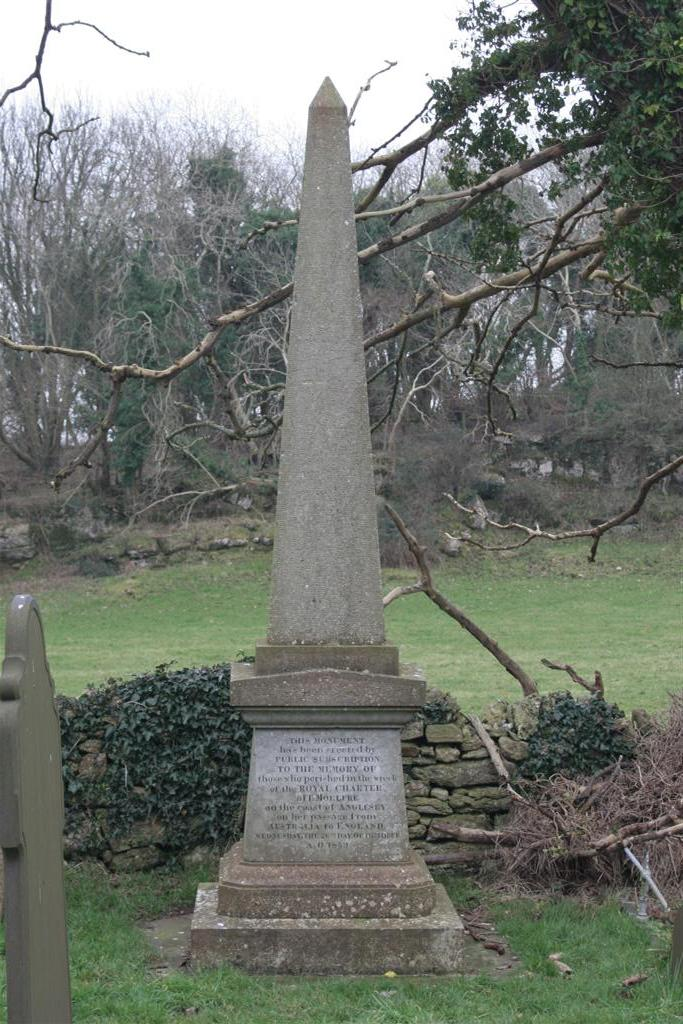
Denkmal auf dem Kirchfriedhof von Llanallgo

140 der geborgenen Leichen wurden auf dem Kirchfriedhof der nahen Gemeinde Llanallgo beigesetzt, wo noch heute viele Grabsteine und ein Denkmal an sie erinnern. Auch oberhalb der Felsen, an denen die Royal Charter zerschellte, steht noch heute ein Denkmal. 64 weitere Opfer wurden in Llaneugrad und 45 in Penrhosllugwy begraben. Es kam zu Anschuldigungen und Spekulationen, Kapitän Taylor, der nicht überlebt hatte, sei betrunken und sein Schiff nicht seetüchtig gewesen. Er wurde aber postum von allen Beschuldigungen freigesprochen.
Charles Dickens verarbeitete das Unglück der Royal Charter in seiner Kurzgeschichte The Uncommercial Traveller. Dickens besuchte den Ort Llanallgo zwei Monate danach und sprach mit dem örtlichen Pfarrer, Rev. Stephen Roose Hughes, der beim Bergen, Identifizieren und Bestatten der Toten geholfen hatte. Den Aufzeichnungen von Dickens zufolge schrieb Hughes 1074 Briefe an Verwandte der Passagiere, die sich nach dem Verbleib ihrer Angehörigen erkundigt hatten. Der englische Maler Henry O’Neill, ein Freund von Dickens, zeigte 1860 in einer Ausstellung sein Bild A Volunteer (Deutsch: „Ein Freiwilliger“). Es zeigte das Besatzungsmitglied Rogers, wie er mit dem Seil in der Hand ins Wasser springt.
Das Unglück der Royal Charter hatte auch Auswirkungen auf das Met Office, den nationalen meteorologischen Dienst des Vereinigten Königreichs. Der Marineoffizier Captain Robert FitzRoy, der Gründer und Leiter des Met Office, führte einen Sturmwarnungsdienst ein, um zukünftige Unfälle dieser Art zu vermeiden. Genau 100 Jahre später, am 26. Oktober 1959, kam es an der gleichen Stelle zu einem weiteren Zwischenfall. Die Hindlea, ein 725 BRT großes Küstenmotorschiff der Hindlea Shipping Company, streifte die Felsen von Moelfre und brach auseinander. Todesopfer waren jedoch nicht zu beklagen.

## Bergung des Golds
Es wurde berichtet, dass vieles von dem Gold, das die Passagiere mit sich führten und auch in den Frachträumen gelagert war, durch das Auseinanderbrechen des Schiffs auf die Klippen geschleudert wurde und dafür sorgte, dass die Familien einiger Anwohner über Nacht zu Reichtum gelangten. Einige wurden des Plünderns beschuldigt und es kam zu Hausdurchsuchungen. Zu den Überresten der Royal Charter, die in fünf Metern Tiefe liegen, wurden schon kurz nach dem Untergang Bergungsteams geschickt, die zahlreiche Gegenstände bergen konnten. Drei Tage nach dem Unglück begann das erste Vorhaben, das Gold aus dem Zahlmeisterbüro und den Laderäumen zu bergen. Durch das Bersten des Schiffs war das Gold aber über einen großen Radius verteilt. Bis 1873 wurde dennoch eine Menge im Wert von mehreren tausend Pfund Sterling gefunden.
Das Schiff ist in seine Einzelteile zerfallen. Bei Ebbe können noch heute Planken, Schotten und Spanten auf den Felsen gesehen werden. Im Verlauf der Jahre konnten Taucher Silbermünzen, Pistolen, Glaswaren und andere Dinge aus dem Wrack holen. 2005 wurden erstmals Metalldetektoren zum Aufspüren weiterer Wertgegenstände eingesetzt.

## Der Royal-Charter-Sturm
Am 25. und 26. Oktober 1859 wurden die Britischen Inseln von einem Unwetter heimgesucht, das als der schwerste Sturm dieser Region im 19. Jahrhundert gilt. Zunächst kam es zu Verwüstungen an den Küsten der Grafschaften Devon und Cornwall, bevor der Sturm nach Norden zog und in Wales und North West England große Schäden anrichtete. Am 26. Oktober erreichten die Ausläufer Schottland.
Der Sturm erreichte die Stufe 12 auf der Beaufortskala und Windgeschwindigkeiten von über 160 km/h. Zahlreiche Gebäude und Straßen wurden schwer beschädigt oder komplett zerstört. Insgesamt 133 Schiffe und Boote wurden durch den Sturm versenkt und mehr als 800 Menschen kamen durch ihn ums Leben. Er wurde später nach der Royal Charter benannt und ging als The Royal Charter Storm in die Geschichte ein.
Die Royal Charter war das größte Schiff, das durch den Sturm versenkt wurde und das, bei dem die meisten Todesopfer zu beklagen waren. Ihr Untergang ist zudem bis heute das größte Schiffsunglück in den Gewässern um Wales.